# Municipio de Boulware
El municipio de Boulware (en inglés: Boulware Township) es un municipio ubicado en el condado de Gasconade en el estado estadounidense de Misuri. En el año 2010 tenía una población de 642 habitantes y una densidad poblacional de 3,65 personas por km².

## Geografía
El municipio de Boulware se encuentra ubicado en las coordenadas 38°29′59″N 91°33′39″O / 38.49972, -91.56083. Según la Oficina del Censo de los Estados Unidos, el municipio tiene una superficie total de 175.93 km², de la cual 174,5 km² corresponden a tierra firme y (0,81 %) 1,42 km² es agua.

## Demografía
Según el censo de 2010, había 642 personas residiendo en el municipio de Boulware. La densidad de población era de 3,65 hab./km². De los 642 habitantes, el municipio de Boulware estaba compuesto por el 97,35 % blancos, el 0,31 % eran afroamericanos, el 0,16 % eran asiáticos y el 2,18 % eran de una mezcla de razas. Del total de la población el 0,16 % eran hispanos o latinos de cualquier raza.